# Emo, Irland
Emo (iriska: Ioma) är en liten ort i grevskapet Laois på Irland. Emo är beläget nära Portlaoise strax bredvid huvudvägen N7 mellan Dublin och Limerick. 